# Camissonia
Camissonia es un género de plantas con flores caducifolias o perennes de la familia Onagraceae. Tiene un total de 62 especies conocidas, casi todas en el oeste de Norteamérica en California, pero también hay una en Sudamérica.
Las flores se abren por la noche y son de color amarillo, blanco o lavanda, a menudo con machas oscuras en la base. Tienen forma de copa.
Anteriormente se la incluía en  Oenothera, Camissonia se distingue por una cabeza de estigmas en vez de un estigma dividido en cuatro como Oenothera o Clarkia.
Especies de Camissonia son el alimento de las larvas de algunas especies de Lepidopteras, incluyendo  Schinia cupes y Schinia deserticola, ambas comen de  C. claviformis, la última exclusivamente.

## Taxonomía
El género fue descrito por Johann Heinrich Friedrich Link y publicado en Jahrbücher der Gewächskunde 1(1): 186. 1818. La especie tipo es: Camissonia flava Link.  
Etimología
Camissonia: nombre genérico que fue nombrado en honor del botánico Adelbert von Chamisso.

## Especies seleccionadas
- Camissonia andina
- Camissonia arenaria
- Camissonia benitensis
- Camissonia bistorta
- Camissonia boothii
- Camissonia brevipes
- Camissonia californica
- Camissonia campestris
- Camissonia cardiophylla
- Camissonia chamaenerioides
- Camissonia cheiranthifolia
- Camissonia claviformis
- Camissonia confusa
- Camissonia contorta
- Camissonia dentata
- Camissonia graciliflora
- Camissonia guadalupensis
- Camissonia hardhamiae
- Camissonia heterochroma
- Camissonia hirtella
- Camissonia ignota
- Camissonia integrifolia
- Camissonia intermedia
- Camissonia kernensis
- Camissonia lacustris
- Camissonia lewisii
- Camissonia luciae
- Camissonia micrantha
- Camissonia minor
- Camissonia munzii
- Camissonia ovata
- Camissonia pallida
- Camissonia palmeri
- Camissonia parvula
- Camissonia pterosperma
- Camissonia pubens
- Camissonia pusilla
- Camissonia refracta
- Camissonia robusta
- Camissonia sierrae
- Camissonia strigulosa
- Camissonia subacaulis
- Camissonia tanacetifolia
- Camissonia walkeri